# 聖帕布羅 (納里尼奧省)

聖帕布羅（西班牙語：San Pablo），是哥倫比亞的城鎮，位於該國西南部納里尼奧省，距離帕斯托123公里，始建於1763年12月1日，面積113.71平方公里，海拔高度1,700米，2010年人口17,849。
1°40′21″N 77°00′50″W / 1.6725°N 77.0139°W